# Hartree-produkt
Hartree-produktet optræder inden for kvantekemi og bruges til teoretisk at behandle systemer med flere elektroner. Et sådant system er svært at beregne, da alle elektroner interagerer med hinanden. For at opstille Hartree-produktet fjernes disse interaktioner, så alle elektronerne opfører sig som isolerede elektroner, der fx befinder sig omkring en atomkerne i et Coulomb-potentiale. Den samlede Hamilton-operator {\displaystyle {\hat {H}}} for et system med {\displaystyle N} elektroner er derfor blot summen af Hamilton-operatorerne {\displaystyle {\hat {h}}(i)} for hver elektron {\displaystyle i}
{\displaystyle {\hat {H}}=\sum _{i}^{N}{\hat {h}}(i)}
Hver elektrons bølgefunktion er en spin-orbital {\displaystyle \chi _{i}({\vec {r}}_{i})}, der opfylder Schrödinger-ligningen:
{\displaystyle {\hat {h}}(i)\chi _{i}({\vec {r}}_{i})=\varepsilon _{i}\chi _{i}({\vec {r}}_{i})}
hvor {\displaystyle {\vec {r}}_{i}} er positionen, og {\displaystyle \varepsilon _{i}} er energien. For ikke-interagerende elektroner må den samlede energi {\displaystyle E} blot være lig med summen af de enkelte elektroners energi:
{\displaystyle E=\sum _{i}^{N}\varepsilon _{i}}
Derfor introduceres nu Hartree-produktet {\displaystyle \Psi ^{\mathrm {HP} }}, der er produktet af de enkelte spin-orbitaler:
{\displaystyle \Psi ^{\mathrm {HP} }({\vec {r}}_{1},{\vec {r}}_{2},{\vec {r}}_{3},...,{\vec {r}}_{N})=\prod _{i}^{N}\chi _{i}({\vec {r}}_{i})}
Da hver invidividuel Hamilton-operator kun virker på den tilsvarende spinorbital, opfylder dette produkt nemlig den samlede Schrödinger-ligning:
{\displaystyle {\hat {H}}\Psi ^{\mathrm {HP} }({\vec {r}}_{1},{\vec {r}}_{2},{\vec {r}}_{3},...,{\vec {r}}_{N})=E\Psi ^{\mathrm {HP} }({\vec {r}}_{1},{\vec {r}}_{2},{\vec {r}}_{3},...,{\vec {r}}_{N})}
Den tilsvarende sandsynlighedstæthedsfunktion er ligeledes produktet af hver elektrons sandsynlighedstæthedsfunktion. Hartree-produkter benyttes til at konstruere Slater-determinanter.